# Rhein-Neckar-Arena
A (Wirsol) Rhein-Neckar-Arena a németországi Baden-Württemberg tartományban fekvő Sinsheim városának legnagyobb befogadóképességű labdarúgó-stadionja. A TSG 1899 Hoffenheim felnőtt, férfi labdarúgó-csapata használja.
A 30 000 férőhelyesre tervezett komplexumot 2008-ban kezdték el építeni. Az építés 2009-ben fejeződött be.
Mivel a stadion nagy költségvetésű, és nemrég épült, nagyon szép állapotban van. Kizárólag ülőhely található a létesítményben, valamennyi fedett.
A Hoffenheim gárdája minden meccsét itt játssza, a telt ház megszokott.
A TSG 1899 Hoffenheim korábban az 1999-ben épült 6350 férőhelyes Dietmar Hopp Stadion-t használta. Az első osztályba való feljutáskor (2008) kibérelték a Mannheimben található, 26 022 férőhelyes Carl-Benz-Stadiont. 2009. január 31-én a Hoffenheim csapata hivatalos mérkőzésen is használatba vehette a Rhein-Neckar-Arená-t.